# إيرل ويلسون (كاتب)
إيرل ويلسون (بالإنجليزية: Earl Wilson)‏ هو صحفي وكاتب أمريكي، ولد في 3 مايو 1907 في روكفورد في الولايات المتحدة، وتوفي في 16 يناير 1987 في يونكيرس في الولايات المتحدة.

## وصلات خارجية
- إيرل ويلسون على موقع IMDb (الإنجليزية)